# Mulher trans
Uma mulher trans é uma pessoa à qual foi atribuído o sexo ou género masculino ao nascer, mas cuja identidade de gênero é feminina. Em razão da disforia de gênero, mulheres trans podem fazer a transição de gênero. Tal processo comumente inclui terapia de substituição hormonal e, às vezes, cirurgia de redesignação sexual. Mulheres trans podem ser heterossexuais, bissexuais, homossexuais, assexuais, entre outras categorias não heteronormativas ou  queer.
O termo mulher transgênero não é sempre intercambiável com mulher transexual, embora os termos sejam frequentemente usados intercambiavelmente. Transgênero é um termo hiperônimo que inclui diferentes tipos de pessoas com variância de gênero (inclusive pessoas transexuais). Mulheres trans enfrentam ampla  discriminação (transmisoginia, uma subcategoria de transfobia), inclusive no acesso a emprego e a moradia, além de violência física e sexual e crimes de ódio, perpetrados até mesmo de parceiros ou parceiras. A discriminação é particularmente severa com mulheres trans racializadas, sendo frequente a intersecção de transfobia e racismo.

## Visão geral

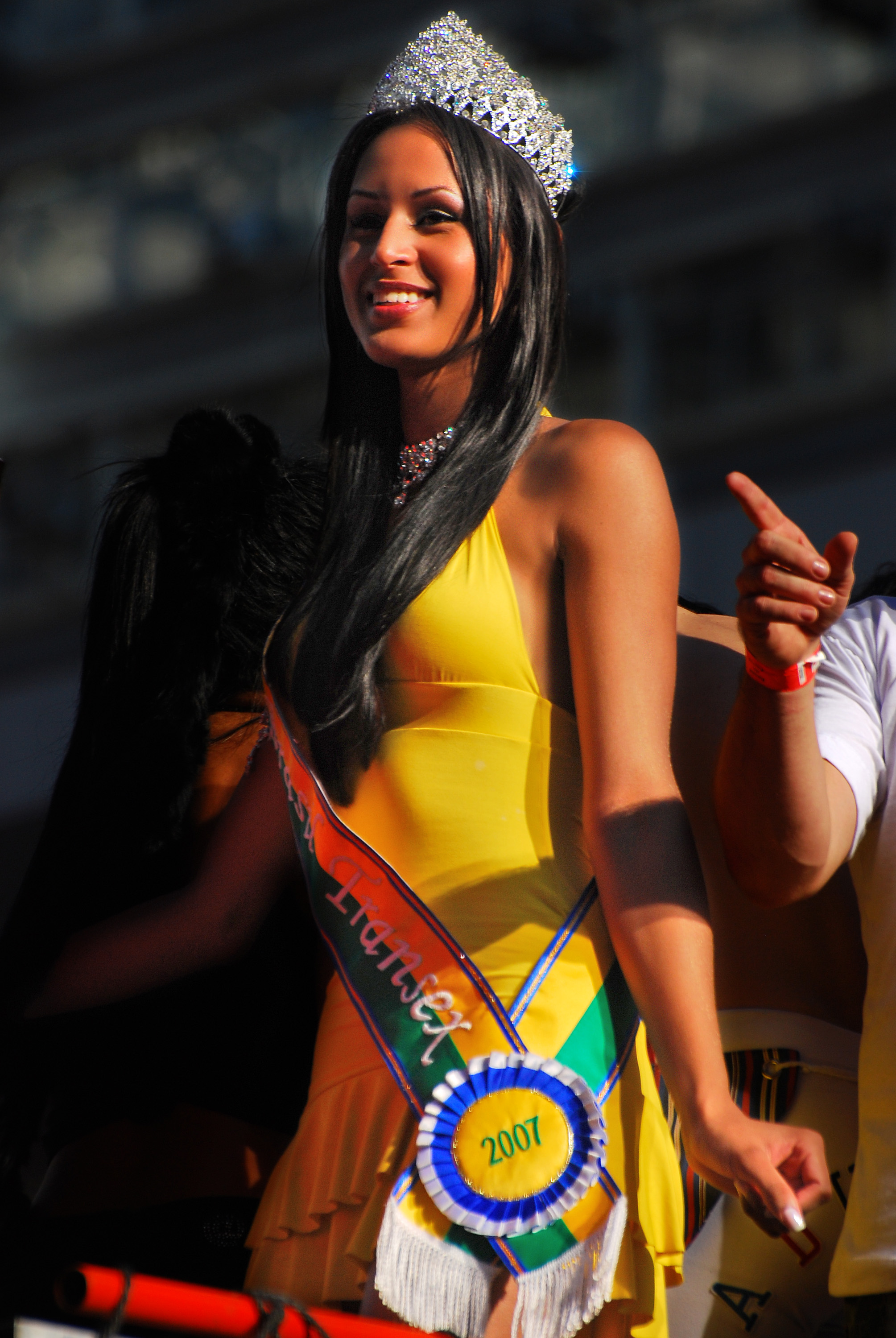
Uma mulher trans em uma parada do orgulho LGBT em São Paulo, Brasil.

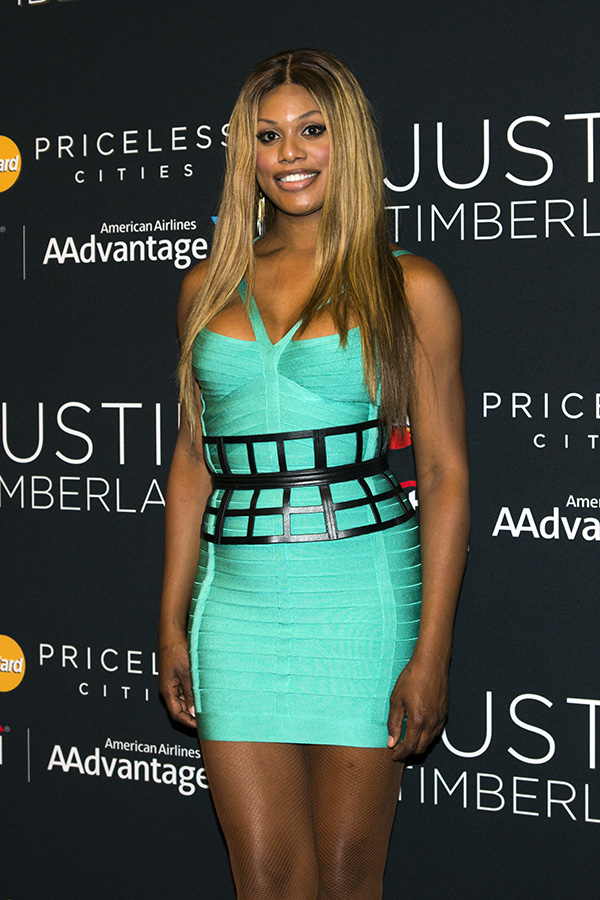
Laverne Cox, uma atriz transgênero que interpreta uma mulher trans na série Orange is the New Black.

Mulheres transexuais e transgênero ambas podem experienciar disforia de gênero, desespero trazido pela discrepância entre sua identidade de gênero e o sexo que lhes foi atribuído ao nascer (e o papel de gênero associado ou características sexuais primárias e secundárias).
Mulheres transexuais e transgênero ambas podem fazer a transição. Um componente importante da transição médica para mulheres trans é a terapia de reposição hormonal de estrogênio, que causa o desenvolvimento de características sexuais secundárias femininas (seios, redistribuição da gordura corporal, baixa relação cintura-quadril, etc.). Isso, junto com a cirurgia de redesignação sexual, pode trazer alívio imenso e, na maioria dos casos, livra a pessoa da disforia de gênero.

## Terminologia
O termo mulher trans origina-se do uso de mulher e o prefixo latino trans-, que quer dizer "através, além, do outro lado de, que vai além". No entanto, esta palavra foi usada pela primeira vez no livro Transgender Warriors: Making History from Joan of Arc to Dennis Rodman de Leslie Feinberg em 1996. O livro descreve uma mulher trans como "transgênero transsexual de homem para mulher". Esta definição é amplamente aceita e usada no Oxford English Dictionary. No entanto, ela elabora sobre isso dizendo que ser uma mulher trans geralmente tem uma conotação negativa. Ela explica que as pessoas se referem às mulheres trans como "aberrações" e que sua expressão de gênero fez dela um "alvo".
Heidi M. Levitt fornece uma descrição mais simples da mulher trans. Ela define mulher trans como "o gênero daqueles que fazem a transição de um gênero para o outro". Levitt menciona como a abreviação "MPF" é comumente usada, ou seja, masculino para feminino. Uma perspectiva final de Rachel McKinnon explica como o termo é complicado. Enquanto algumas mulheres trans passaram por cirurgias e podem ter genitália feminina, muitas lutam na sociedade para serem aceitas. Esta habilidade de passar pode fazer com que uma mulher considerada trans seja vista como uma mulher cisgênero. Ela explica que isso é controverso, já que as mulheres trans não têm a capacidade biológica de se reproduzir e não possuem um útero e ovários. No entanto, ela conclui que "as mulheres trans são mulheres" que desafiam as normas socialmente construídas do que significa ser mulher.
O CCPD refere-se à palavra "transgênero" como "um termo abrangente para pessoas cuja identidade ou expressão de gênero (masculino, feminino ou outro) é diferente de seu sexo (masculino, feminino) de nascimento". A mulher trans é comumente trocada por outros termos, como mulher transexual e mulher transexy. De acordo com OxfordDictionaries.com, transgênero significa "denotar ou se relacionar com uma pessoa cujo senso de identidade pessoal e gênero não corresponde ao sexo de nascimento". No entanto, Heidi M Levitt descreve transgênero como "diferentes maneiras pelas quais as pessoas transgridem as fronteiras de gênero que são constituídas dentro de uma sociedade". Ela então descreve como se deve entender a diferença entre sexo e gênero para entender completamente transgênero. Ela argumenta que o sexo é biológico, enquanto "gênero é uma construção social". Assim, as pessoas que são transexuais se expressam diferentemente de seu sexo biológico. Em contrapartida, Levitt explica que "as pessoas transexuais têm uma identidade sexual que não combina com seu sexo físico" e que algumas desejam a cirurgia de redesignação sexual.
Além disso, o Oxford English Dictionary refere-se ao transexual como "tendo características físicas de um sexo e características psicológicas do outro" e "alguém cujo sexo foi alterado por cirurgia". Essas definições mostram que alguém que é transexual expressa seu gênero de forma diferente do que é atribuído no nascimento. Além disso, eles podem querer ou passar por uma cirurgia para mudar sua aparência física. Assim, as mulheres trans caem sob o guarda-chuva de ser transgênero porque seu gênero foi designado como masculino ao nascer, mas elas se identificam como uma mulher.
Algumas mulheres trans que sentem que sua transição de gênero é completa preferem ser chamadas simplesmente de mulheres, considerando trans mulher ou masculino para feminino transexual como termos que devem ser usados somente para pessoas que não estão totalmente em transição. Da mesma forma, muitas podem não querer ser vistas como uma "mulher trans", muitas vezes devido à alterização social de indivíduos trans. Entre aquelas que se referem a si mesmas como mulheres trans, muitas o veem como uma distinção importante e apropriada para incluir um espaço no termo, como em mulher trans, usando assim o trans como meramente um adjetivo que descreve um tipo particular de mulher. Em inglês, isto está em contraste com o uso de transwoman (mulher trans) como uma única palavra, implicando um "terceiro gênero".

## Orientação sexual
As mulheres trans podem se identificar como heterossexual, bissexual, pansexual, polissexual, assexual, demissexual, ou outros termos. Uma pesquisa com aproximadamente 3 000 mulheres trans americanas mostrou que 31% delas se identificaram como bissexuais, 29% como lésbicas, 23% como heterossexuais, 7% assexuais, além de 7% como "queer" e 2% como "outros".

### Libido
Em um estudo de 2008, as mulheres trans tiveram uma maior incidência de baixo libido (34%) do que as mulheres cisgênero (23%), mas a diferença não foi estatisticamente significativa e pode ter sido devido ao acaso. Como no sexo masculino, a libido feminina é pensado para correlacionar com soro de níveis testosterona (com alguma controvérsia), mas o estudo de 2008 não encontrou nenhuma correlação em mulheres trans.

### Obras sobre sexualidade
Em 2010, a autora Mira Bellwether [en] publicou, em edição única de 80 páginas, a zine Fucking Trans Women, onde aborda questões e orientações sobre a libido e a sexualidade para/com mulheres trans, explorando a variedade de atividades sexuais, inovando com o ponto de vista da própria autora e de outras mulheres trans.

## Violência contra mulheres trans
As mulheres trans enfrentam uma forma de violência conhecida como transfobia. O Washington Blade informou que a Global Rights, uma ONG internacional, rastreou os maus tratos às mulheres trans no Brasil, inclusive nas mãos da polícia. Para relembrar aqueles que foram assassinados em crimes de ódio, um Dia de Recordação Transgênero é realizado anualmente em vários locais da Europa, América, Austrália e Nova Zelândia, com detalhes e fontes para cada assassinato fornecido em seu site.

### Estados Unidos
Uma das causas da violência contra as mulheres trans vem do homem que se sente “enganado” ao descobrir que sua parceira sexual é trans. Aproximadamente 56% dos crimes violentos contra pessoas trans entre 1990 e 2005 ocorreram devido a esse engano percebido. Quase 95% desses crimes foram cometidos por homens cisgênero para mulheres trans. De acordo com um estudo de 2005, analisando as necessidades de HIV em Houston, Texas, "50% dos transexuais entrevistados foram atingidos por um parceiro primário depois de se tornarem transgênero".
De acordo com um relatório de 2009 da Coalizão Nacional de Programas Anti-Violência, citado pelo Escritório para Vítimas de Crime, 11% de todos os crimes de ódio contra membros da comunidade LGBTQ foram direcionados para mulheres trans.
Em 2015, um tropo tomou conta da mídia dos Estados Unidos no sentido de que a expectativa de vida de uma mulher trans é de apenas 35 anos, um número "aterrorizante e preocupante". Isso parece basear-se em um relatório da Comissão Interamericana de Direitos Humanos, que compilou dados para todas as Américas (Norte, Sul e Central) e sem desagregação de raça.
Em 2016, 23 pessoas transexuais sofreram ataques fatais nos Estados Unidos. O relatório da Campanha pelos Direitos Humanos descobriu que algumas dessas mortes eram resultados diretos de um viés transfobico, e algumas devido a fatores relacionados, como a falta de moradia. (Por contexto, o FBI informou que 17 250 pessoas foram assassinadas naquele ano).

## Discriminação
As mulheres trans, como todas as variantes de gênero, enfrentam uma grande quantidade de discriminação e transfobia. Uma pesquisa de 2014 do The Williams Institute descobriu que, de 6 546 entrevistados (transgênero, bem como não-conformidade de gênero), 57% cujas famílias haviam rejeitado, posteriormente tentaram suicídio, assim como 63% -78% daqueles que sofreu violência física ou sexual na escola (qualquer nível).
Uma pesquisa com aproximadamente 3 000 mulheres trans vivendo nos Estados Unidos, conforme resumido no relatório "Injustiça em Toda Vez: Um Relatório do Inquérito sobre a Discriminação Transexual", constatou que as mulheres trans relataram que:
- 36% perderam o emprego devido ao gênero;
- 55% foram discriminadas na contratação;
- 29% tiveram sua promoção negada;
- 25% tiveram cuidados médicos negados;
- 60% das mulheres trans que visitaram um abrigo relataram incidentes de assédio no local;
- Ao exibir documentos de identidade incongruentes com sua identidade / expressão de gênero, 33% foram assediadas e 3% foram agredidas fisicamente;
- 20% relataram assédio pela polícia, com 6% relatando agressão física e 3% relatando agressão sexual por um policial. 25% foram tratadas geralmente com desrespeito pelos policiais;
- Entre as mulheres transexuais encarceradas, 40% foram assediadas por detentos, 38% foram assediadas por funcionários, 21% foram agredidas fisicamente e 20% foram agredidas sexualmente.

O relatório da American National Coalition of Anti-Violence sobre a violência anti-LGBTQ de 2010 constatou que das 27 pessoas que foram assassinadas devido à sua identidade LGBTQ, 44% eram mulheres trans.
A discriminação é particularmente grave para as mulheres trans não brancas, que experimentam a interseção entre racismo e transfobia. Nos Estados Unidos, as mulheres trans multirraciais, latinas, negras e indígenas americanas são duas vezes mais ou três vezes mais propensas do que as mulheres trans brancas a serem agredidas sexualmente na prisão.
Em seu livro Whipping Girl, a mulher trans Julia Serano se refere à discriminação única que as mulheres trans experimentam como "Transmisoginia".
A discriminação contra as mulheres trans ocorreu no Michigan Womyn's Music Festival após o Festival estabelecer uma regra de que seria apenas um espaço para as mulheres cisgênero. Isso levou a protestos de mulheres trans e seus aliados, e um boicote do Festival pela Equality Michigan em 2014. O boicote foi acompanhado pela Campanha de Direitos Humanos, a Aliança Gay e Lésbica Contra a Difamação, o Centro Nacional de Direitos Lésbicos ("NCLR") e a Força-Tarefa Nacional LGBTQ. A intenção de "mulher-nasce-mulher" chamou a atenção pela primeira vez em 1991, após uma transexual frequentadora do festival, Nancy Burkholder, ser convidada a deixar o festival quando várias mulheres cis a reconheceram como uma mulher trans e expressaram desconforto com sua presença no espaço.